# 고난야마테역
고난야마테역(일본어: 甲南山手駅, こうなんやまてえき 고우난야마테에키[*])은 일본 효고현 고베시 히가시나다구에 위치한 서일본 여객철도의 역이다.

## 역 구조
섬식 승강장으로 1면 2선이다. 승강장은 내측선에만 설치되어 있기 때문에 양쪽으로 통과선이 1개씩 더 존재한다. 역사는 고가 형태로 되어 있다. 역 설치 당시 복복선의 내측선에 주행하는 보통열차만이 정차할 수 있도록 설정했기 때문에 이에 따른 구조가 되었다. 또 12량분의 승강장 용지가 있었지만 실제로 건설된 승강장의 수용량은 최대 8량 정도였다. 이 역의 사례에 따라 이후에 건설된 사쿠라슈쿠가와 등의 JR 교토·고베 선의 보통 열차만 정차하는 신설역들은 모두 고난야마테 역과 같은 구조를 취하게 되었다. 승강장 상의 계단 부근의 통행영역이 좁은 구역에는 홈센서가 설치되어 있어 여기서 홈의 끝을 걸으면 경고안내방송이 흐르도록 되어 있다. 어번 네트워크 구역의 일부로 이코카 및 제휴 IC 카드의 사용이 가능하다.
| 1 | ■ JR 고베 선 (상행선) | 아마가사키 · 오사카 · 기타신치 방면 |
| 2 | ■ JR 고베 선 (하행선) | 산노미야 · 히메지 방면              |

## 역사
- 1996년 10월 1일: 아시야 ~ 셋쓰모토야마 사이에 신설개업
- 2003년 11월 1일: 이코카의 사용이 가능해졌다.
- 2004년: 전광식 게시판 도입
- 2006년 3월 26일: 역전 광장인 '와' 광장이 개장하여 이벤트가 치러졌다. 이 광장에는 재해에 대비한 설계가 갖추어져 있으며, 또 발광다이오드도 밤이 되면 점등되도록 되어 있다.

## 인접정차역
| 서일본 여객철도 도카이도 본선 | 서일본 여객철도 도카이도 본선 | 서일본 여객철도 도카이도 본선 |
| ----------------------------- | ----------------------------- | ----------------------------- |
| 아시야 교토 방면              | ■ JR 고베 선 보통             | 셋쓰모토야마 니시아카시 방면  |